# Jack Sheldon
Jack Sheldon, rodným jménem Beryl Cyril Sheldon Jr., (30. listopadu 1931 Jacksonville, Florida – 27. prosince 2019) byl americký jazzový trumpetista, zpěvák a herec. Profesionálně se začal věnovat hudbě ve svých třinácti letech a v roce 1947 se přestěhoval do Los Angeles. Během své kariéry spolupracoval s řadou dalších hudebníků, mezi které patří Kenny Drew, Quincy Jones, Mel Lewis, Benny Goodman nebo Gerry Mulligan. V roce 1996 přispěl svým hlasem k epizodě „Den, kdy zemřelo násilí“ amerického animovaného seriálu Simpsonovi. Hrál také v epizodě „Heslo“ sci-fi seriálu Star Trek: Nová generace.